# Mano con esfera reflectante

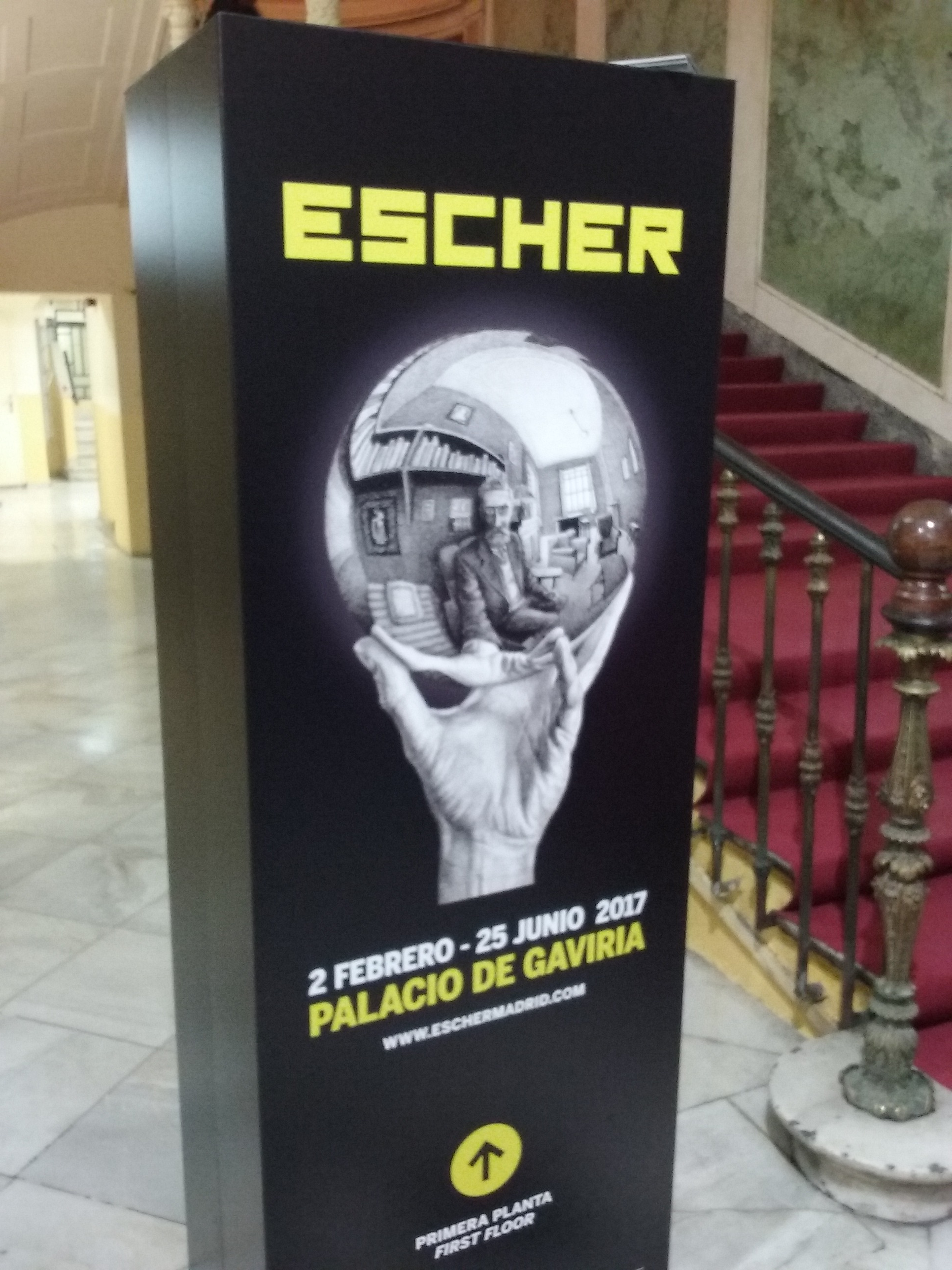
La obra anunciando una exposición del autor en el Palacio de Gaviria en Madrid, en 2017.

Mano con esfera reflectante también conocida como Autorretrato en espejo esférico es una litografía del  artista holandés M. C. Escher, impresa por primera vez en enero de 1935. La pieza representa una mano que sostiene una esfera reflectante. En el reflejo, se puede ver la mayor parte de la habitación alrededor de Escher, y se revela que la mano que sujeta la esfera es la del mismo Escher.
Los autorretratos en superficies esféricas reflectantes, son comunes en el trabajo de Escher, y esta imagen es el ejemplo más prominente y famoso. En gran parte de los autorretratos de este tipo, Escher aparece en el acto de dibujar la esfera, mientras que en esta imagen está sentado y mirándola fijamente. En las paredes hay numerosos cuadros colgados, uno de los cuales parece un títere de sombras indonesio.